# Guaitecas
Guaitecas est une commune du Chili faisant partie de la province d'Aisén, elle-même rattachée à la Région d'Aysén del General Carlos Ibáñez del Campo. La commune occupe l'archipel de las Guaitecas situé dans le sud du pays. Sa population concentrée dans l'île d'Ascensión vit principalement des ressources de la mer et de l'exploitation des forêts de cyprès de las Guaitecas.

## Géographie

### Situation
L'archipel de las Guaitecas est un ensemble d'environ quarante îles d'une superficie totale de 621 km2 qui se trouve séparé du continent distant d'environ 40 km par le canal Moraleda. Le chapelet d'îles s'étire sur environ 40 km selon un axe nord-ouest/sud-est et sur 10 km en largeur. Les principales îles sont Gran Guaiteca (241 km2), Leucayec (130 km2), Ascensión, Clotilde, Elvira, Mulchey et Betecoi. L'archipel se trouve au nord et à quelques kilomètres du grand archipel des Chonos et au sud de l'île de Chiloé dont il est séparé par le golfe de Corcovado large d'une quarantaine de kilomètres. Guaitecas se trouve à 1 192 km à vol d'oiseau au sud de la capitale Santiago et à 230 km à vol d'oiseau au nord-ouest de Coyhaique capitale de la région d'Aisén.

### Climat
Le climat est océanique, avec deux saisons réellement marquées : l'été, dont les mois les plus chauds (janvier / février) se caractérisent par des températures qui dépassent rarement 20 °C, et l'hiver, long mais relativement doux. Les précipitations sont abondantes (2 000 mm) et distribuées sur toute l'année. Les tempêtes sont fréquentes en hiver avec des vents de secteur est.

### Démographie
En 2012, la population de la commune s'élevait à 1 473 habitants (densité de 2,4 hab./km2). La population comporte un fort déséquilibre des sexes (en 2002 ratio hommes/femmes de 1,45). Un quart de la population se déclare d'origine mapuche. Presque toute la population de la commune et de l'archipel est concentrée dans les deux agglomérations de l'île d'Ascensión : Melinka le chef-lieu situé sur une presqu'île au sud-est et le village de Repollal situé au nord-ouest,.

## Histoire
Avant l'arrivée des Espagnols l'archipel était fréquentée depuis plus de 6 000 ans par la peuplade nomade des Chonos qui occupait la portion de la côte chilienne située entre l'île de Chiloé et la péninsule de Taitao. Ces indigènes circulaient en canoë entre les nombreuses îles de la région en vivant des produits de la mer et en chassant les phoques. Des tentatives d’évangélisation des indigènes par des Jésuites installés dans l'archipel au XVIIe siècle échouent. Progressivement la communauté des chonos, moins soudée que d'autres peuples indigènes, se désagrège victime d'une acculturation. L'indépendance du Chili acquise dans les années 1820 dope l'économie du nouveau pays et de la région. Elle stimule l'exploitation par les habitants de l'île de Chiloé voisine du cyprès de las Guaitecas qui fournit un excellent bois de menuiserie et qui abonde dans ces îles. A cette époque il n'existe plus de population permanente dans l'archipel. Dans les années 1860, jusqu'à 3 000 personnes vivent dans des campements de bûcherons saisonniers pour couper le bois qui est ensuite réexpédié depuis le port d'Ancud vers le reste du pays. La première communauté permanente de l'archipel, Melinka, est créée à cette époque. L'archipel acquiert le statut de commune en 1979.

## Économie
Le relief accidenté des îles et le sol acide et recouvert d'une couche d'humus peu épaisse ne permettent pas l'épanouissement des cultures. Les principales activités économiques sont la pêche, la récolte de coquillages et des algues et l'exploitation des forêts de cyprès de las Guaitecas.

## Transports
L'isolement de l'archipel dû à l'éloignement du continent est accentué par la faible occupation général de la région. Le chef-lieu de la commune, Melinka, est relié au reste du pays par des liaisons maritimes et aériennes fortement tributaires des conditions météorologiques. Quellón sur l'île de Chiloé est relié par ferry trois pas semaine (temps de transport environ cinq heures). Puerto Chacabuco et Puerto Cisnes sur le continent sont desservies par voie maritime deux fois par semaine (durée de huit à dix heures) Des avions pouvant transporter une dizaine de passagers relient deux à trois trois fois par jour l'agglomération à la principale ville de la région Puerto Montt. Quellón et Coyhaique sont desservis par voie aérienne deux fois par semaine.

Position de Guaitecas (en rouge) au sein de la région Aisén.